# Рудня (Ушомирська сільська громада, колишня Новинська сільська рада)
Ру́дня — село в Україні, в Коростенському районі Житомирської області. Згідно з переписом 2001 року в селі мешкало 45 осіб. До 29 червня 1960 року село мало назву Рудня-Баранівська.

## Історія
29 червня 1960 року, відповідно до рішення Житомирського облвиконкому № 683 «Про об'єднання деяких населених пунктів в районах області», через фактичне злиття населених пунктів приєднано хутір Баранівка.

## Галерея

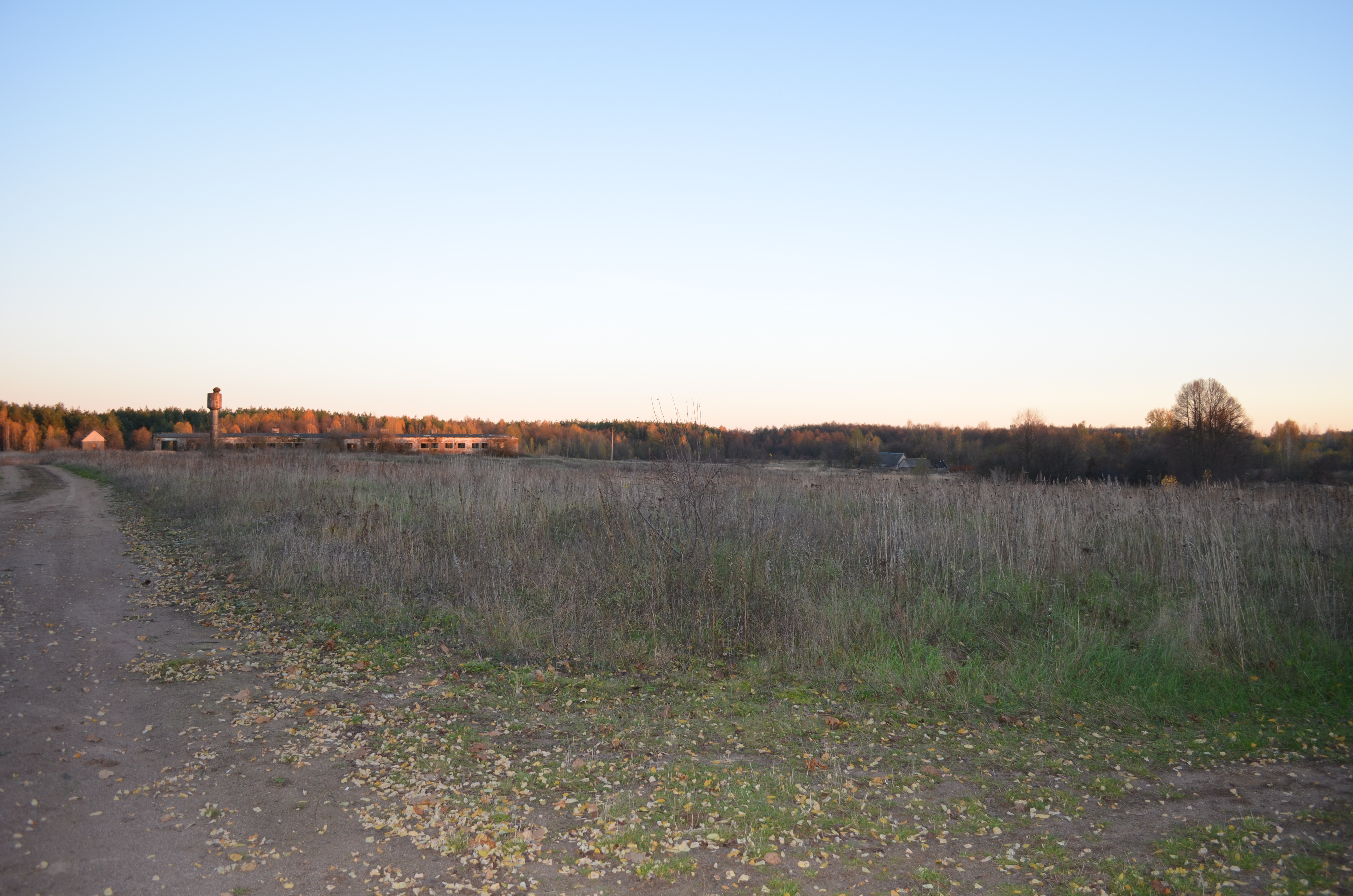
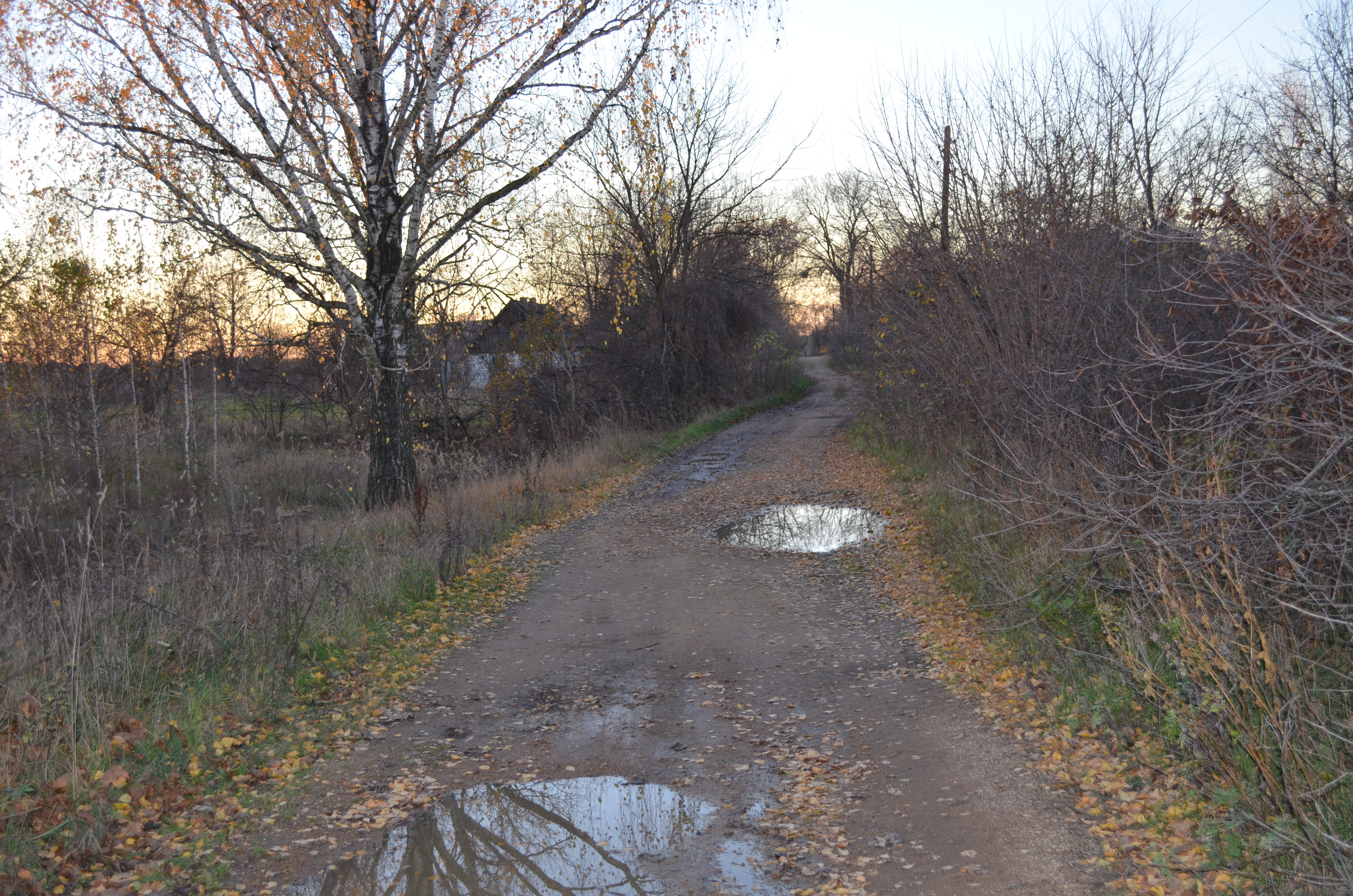
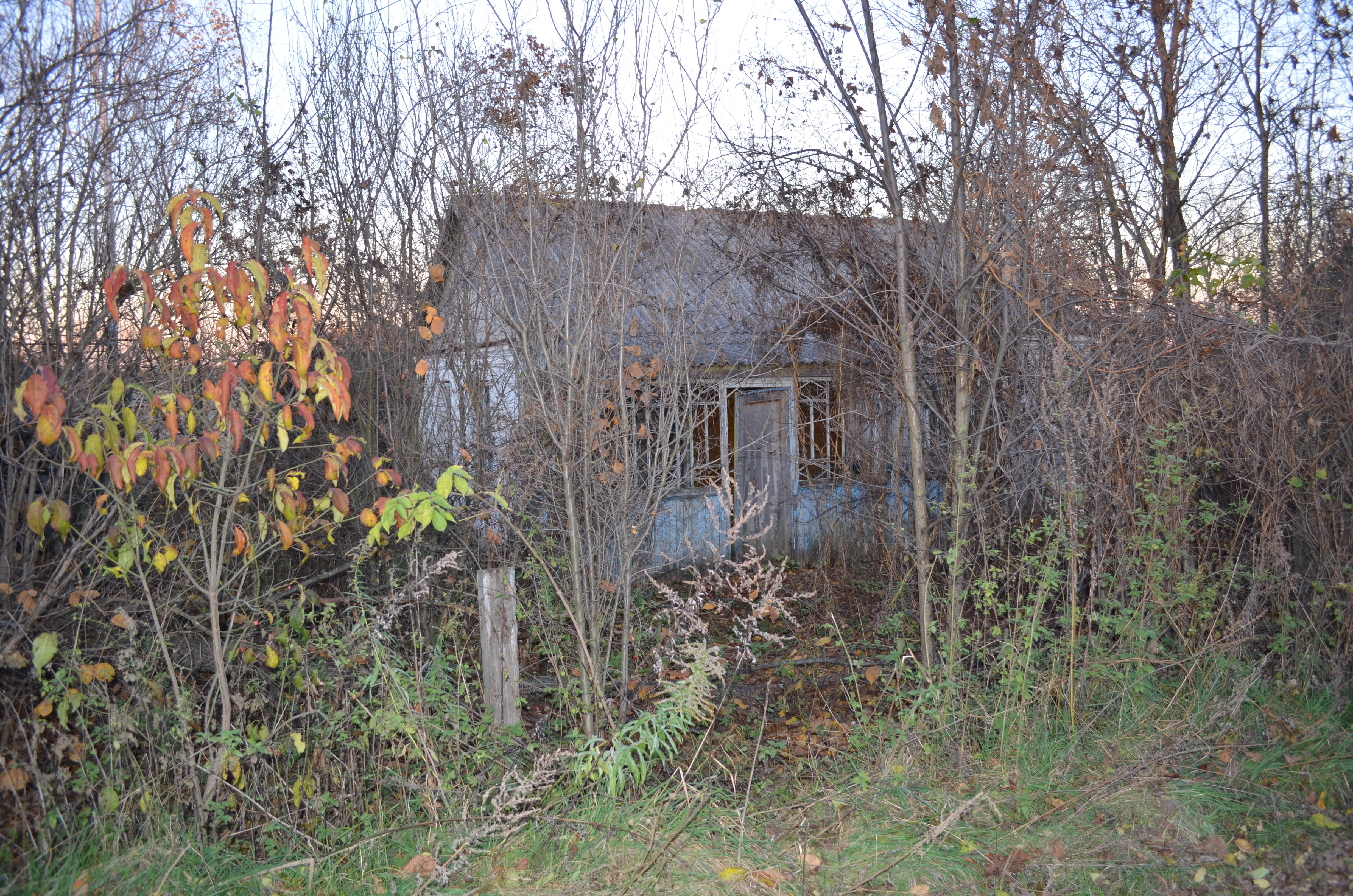
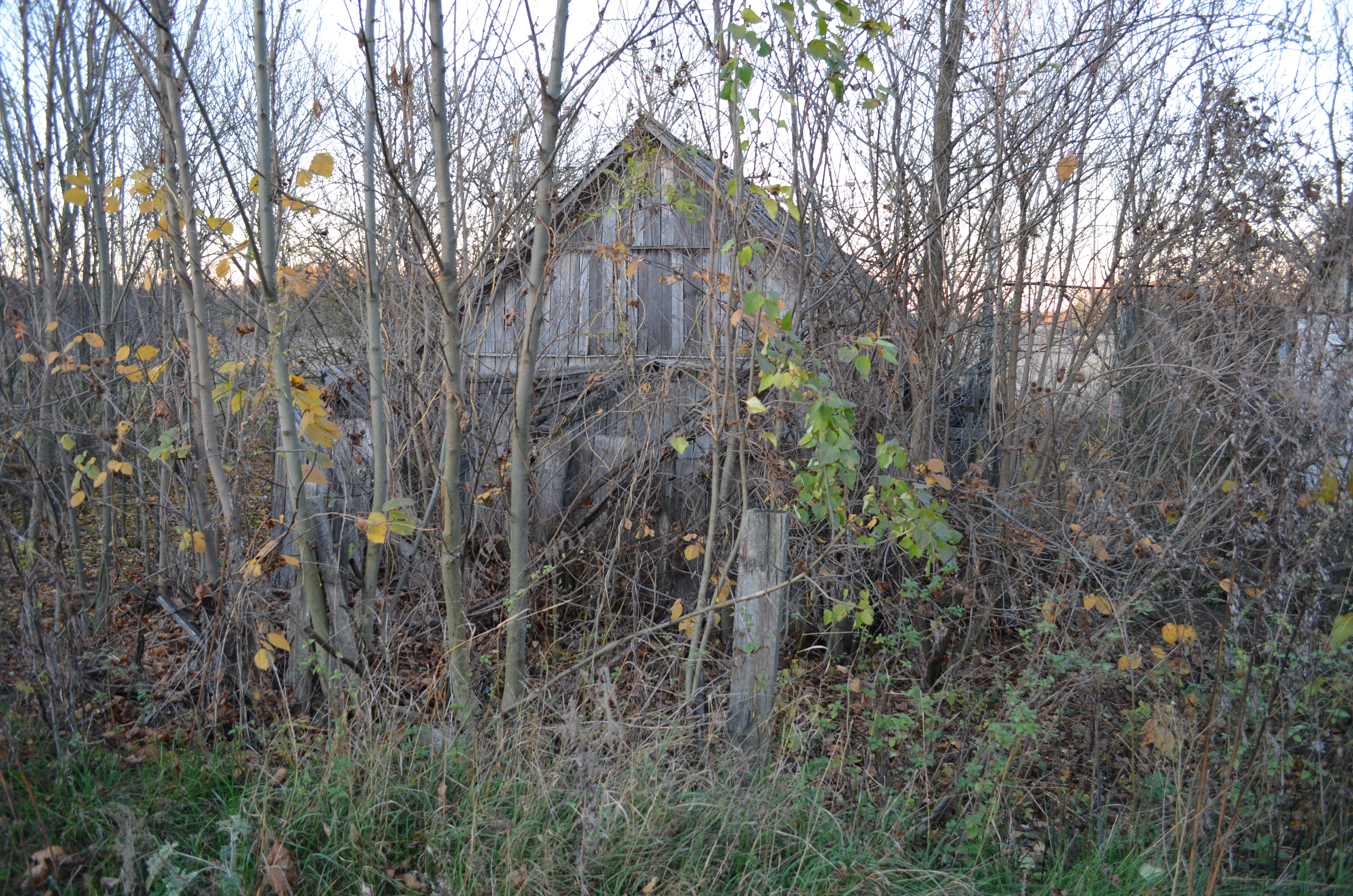
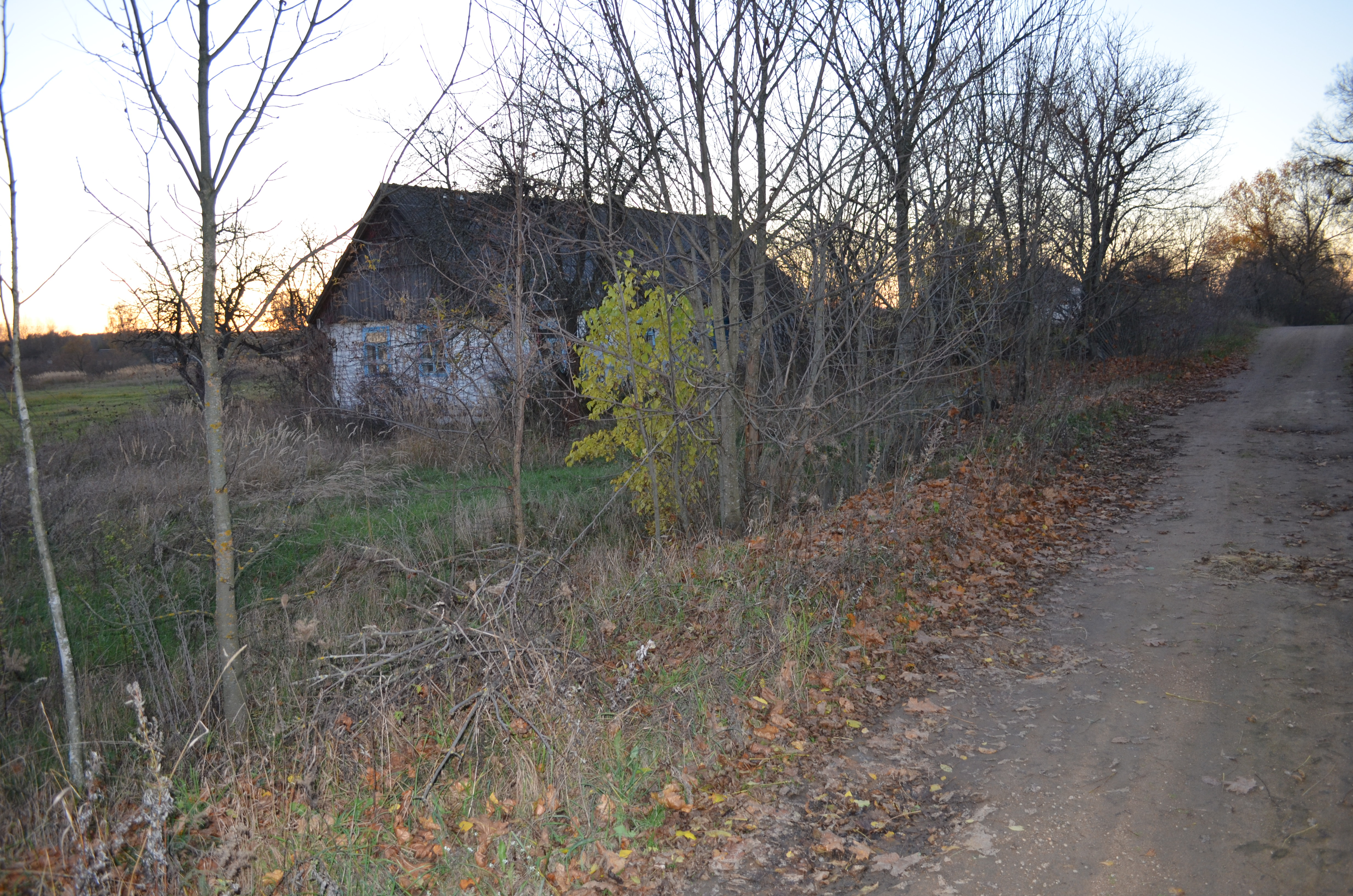
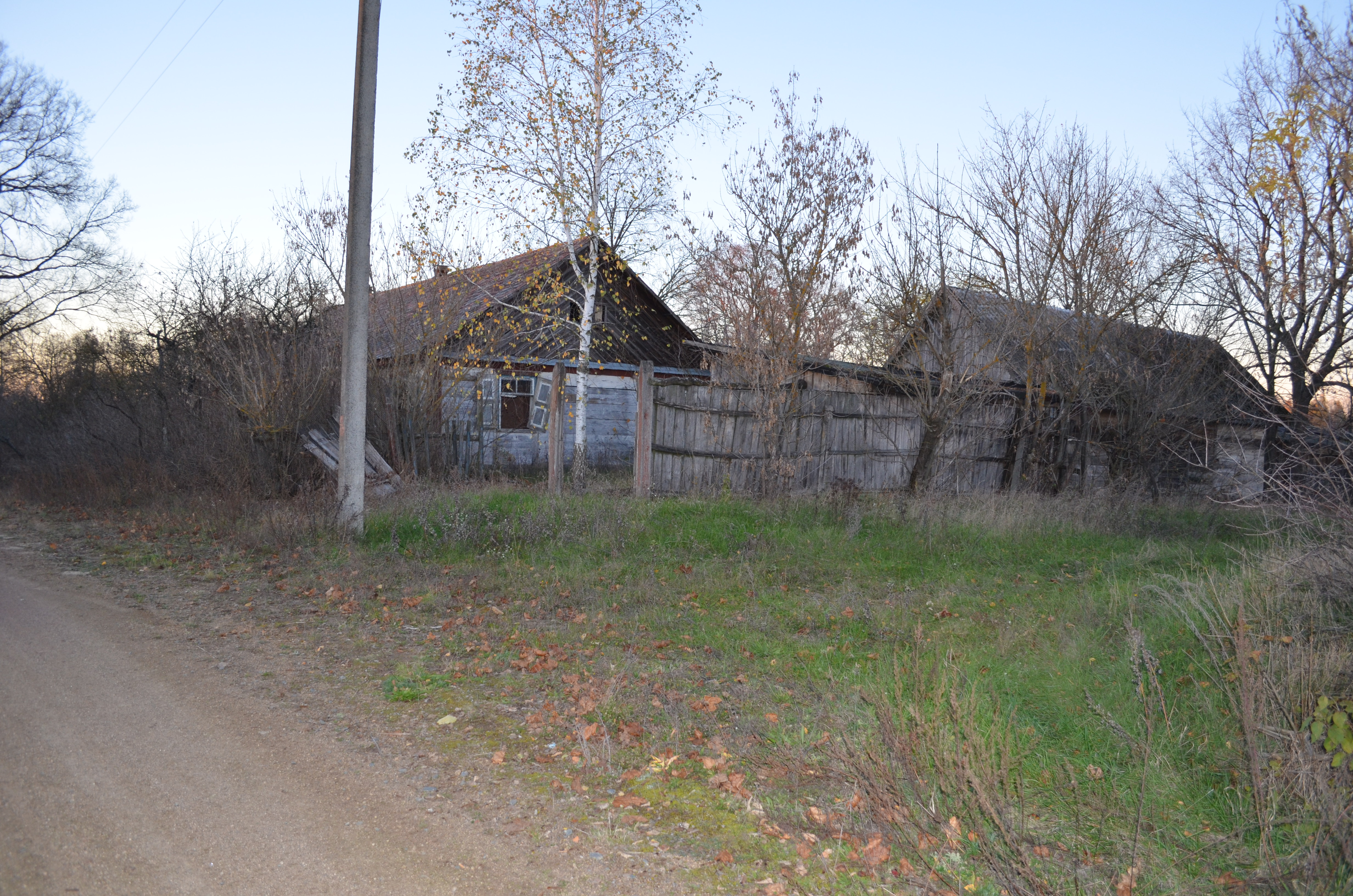
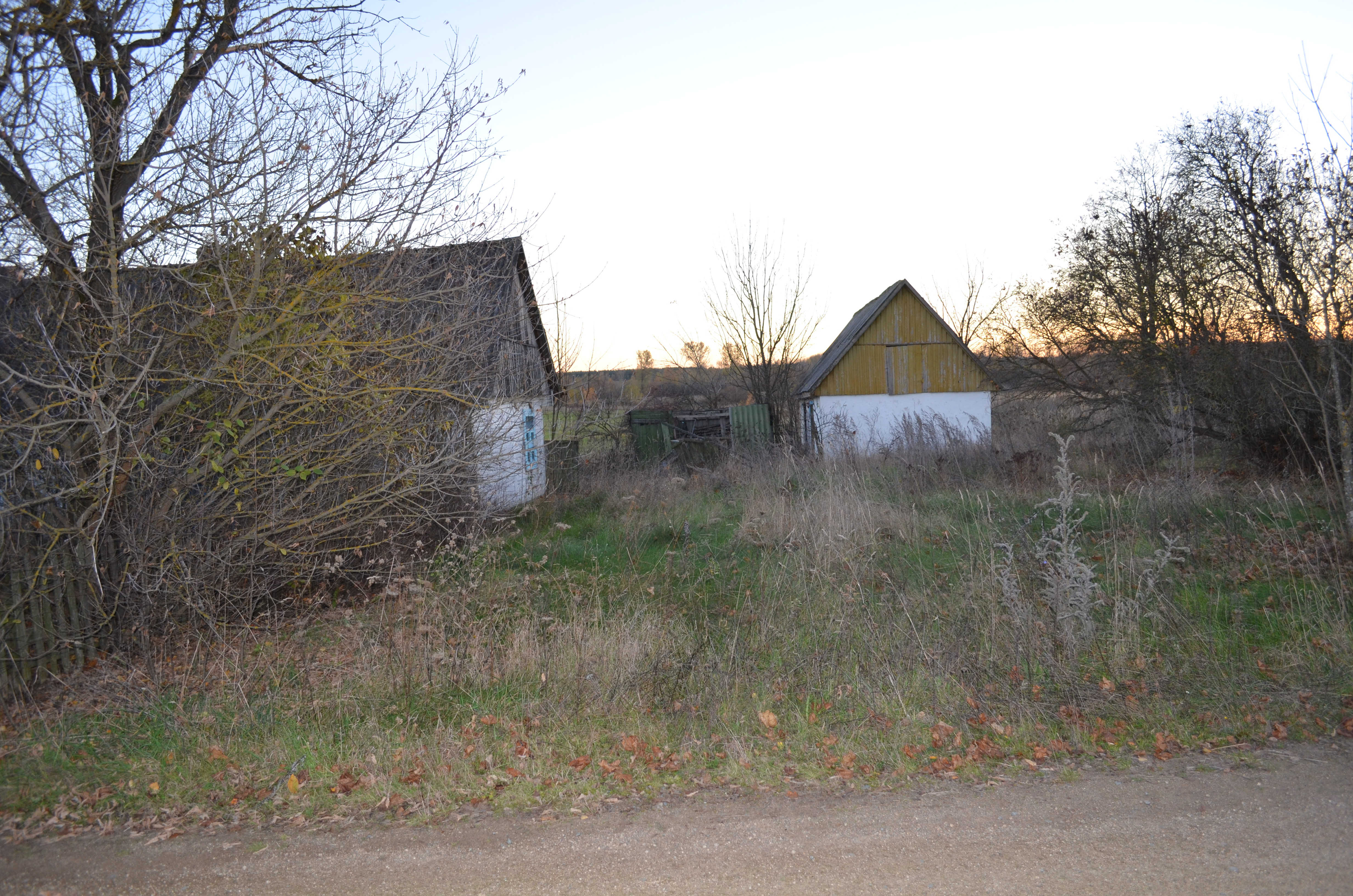
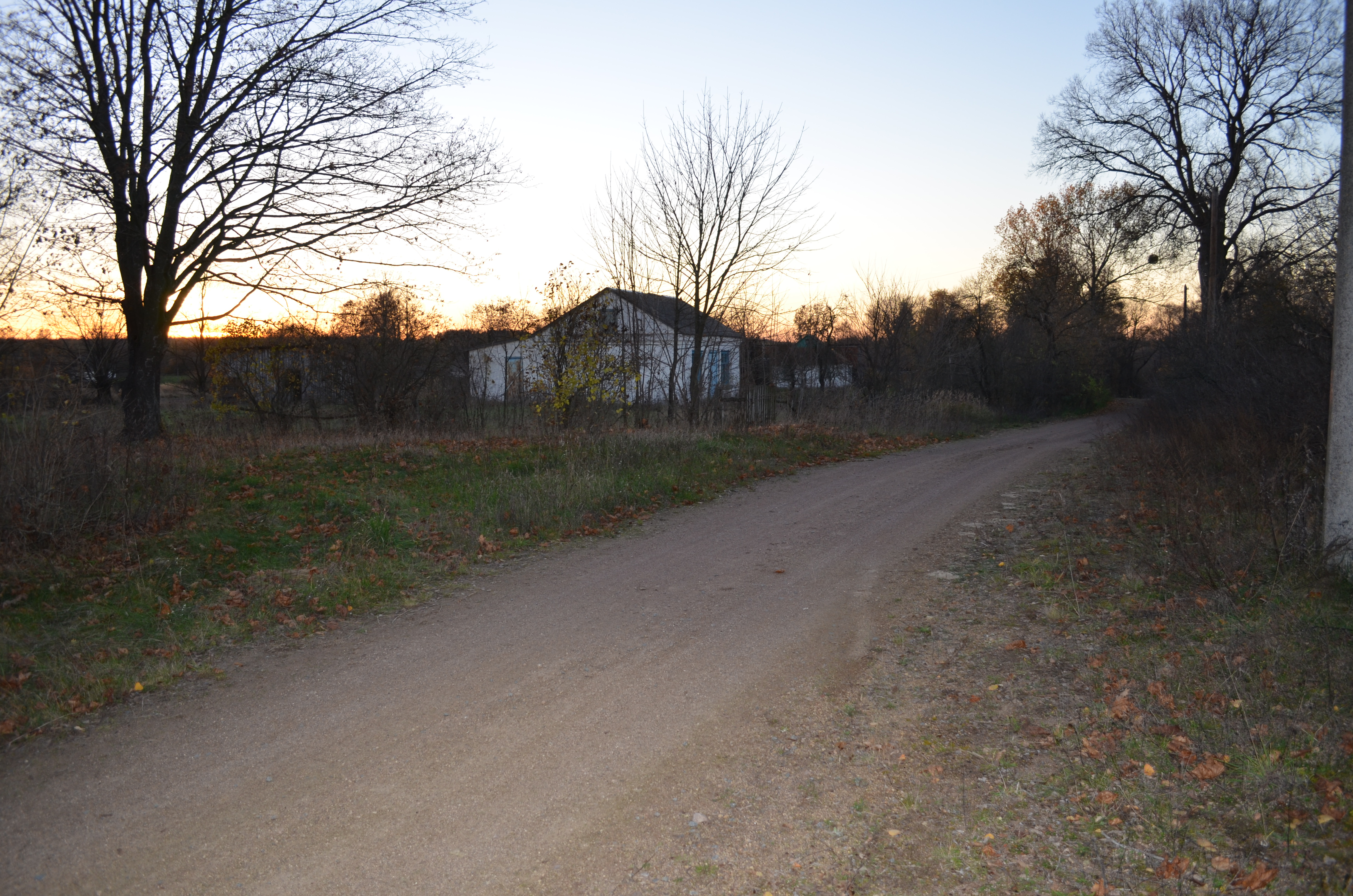
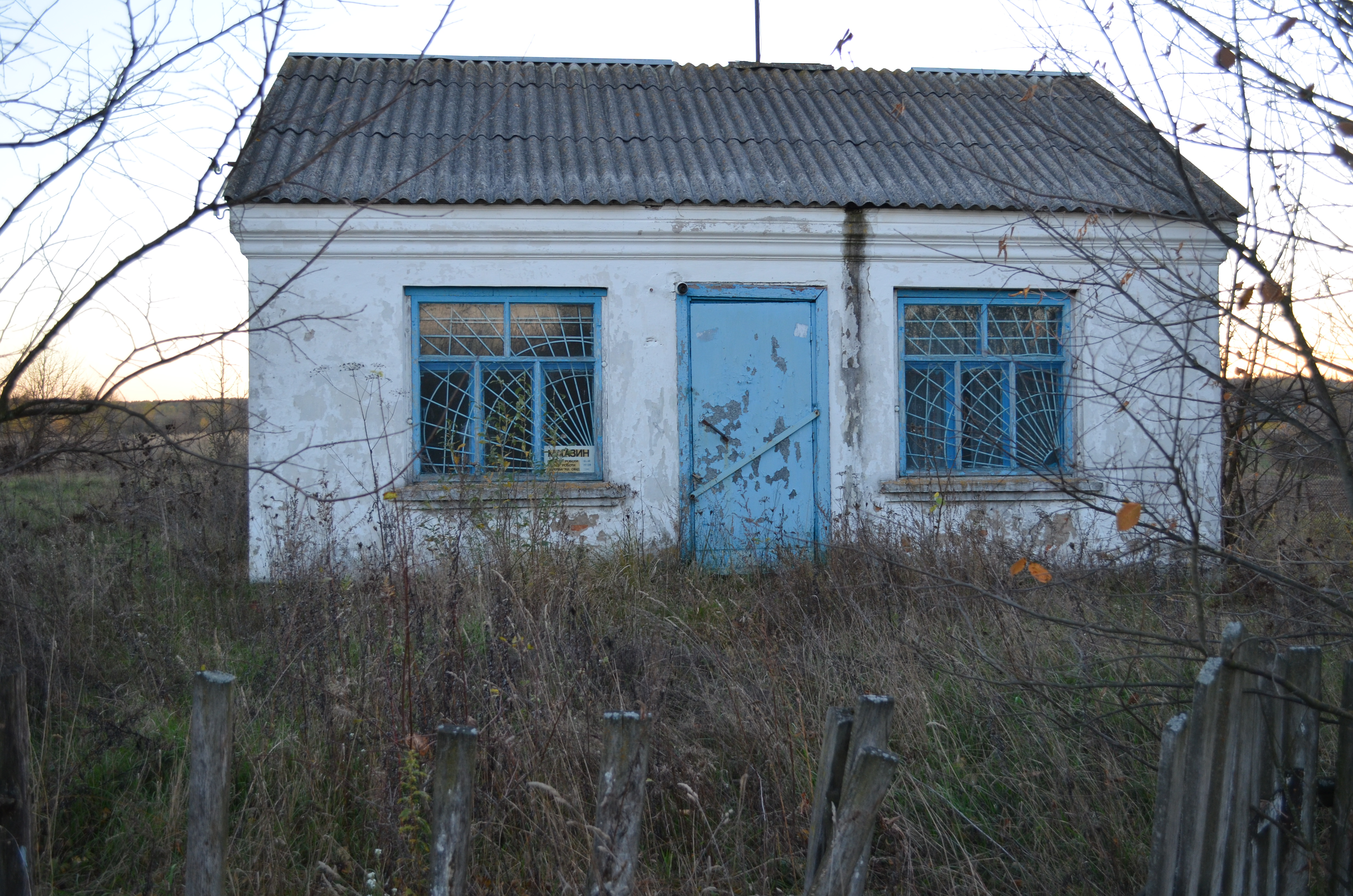
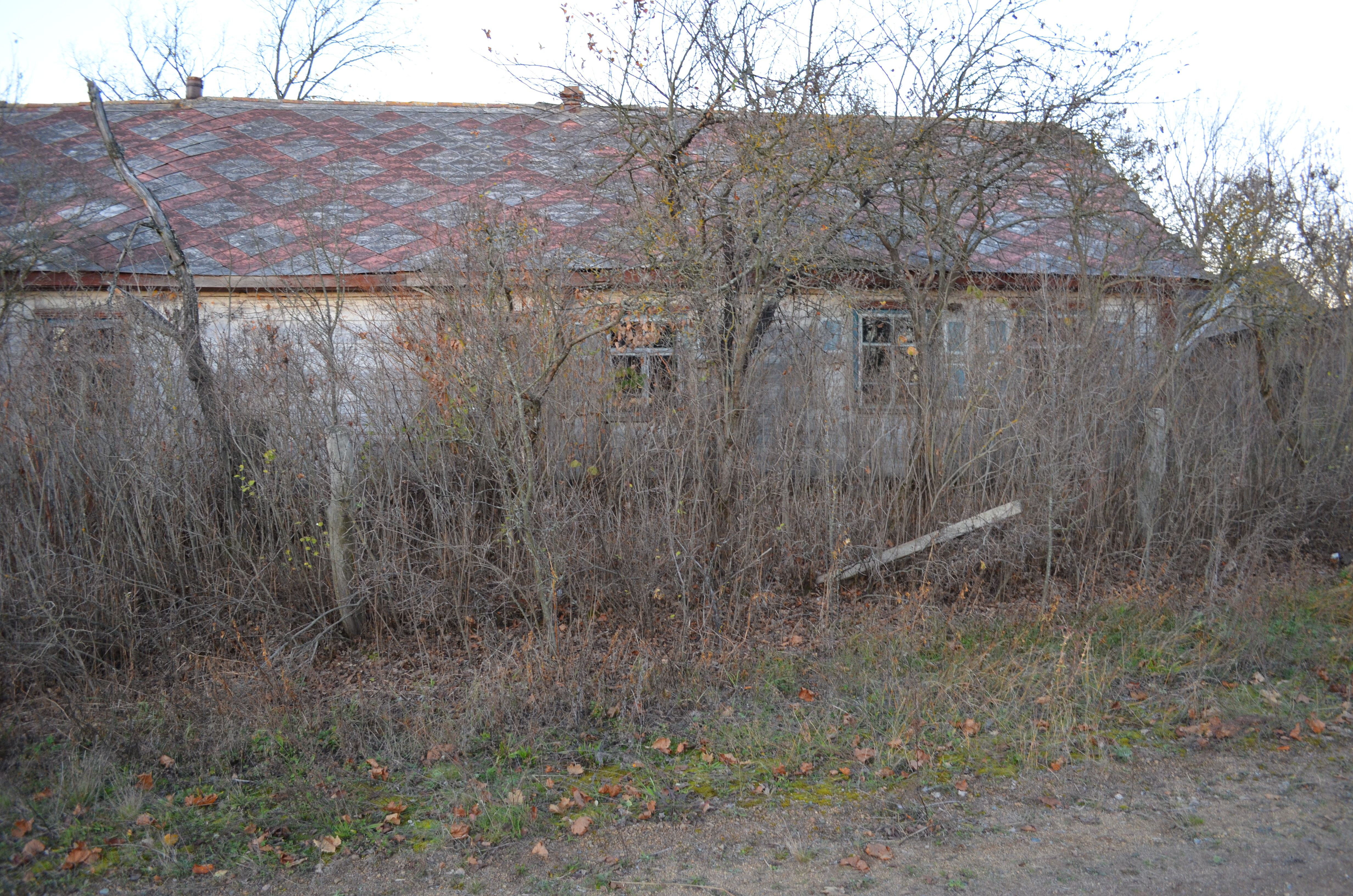